# Eleições autárquicas portuguesas de 1976 no distrito de Leiria
| Eleições autárquicas portuguesas de 1976 Distritos: Aveiro \| Beja \| Braga \| Bragança \| Castelo Branco \| Coimbra \| Évora \| Faro \| Guarda \| Leiria \| Lisboa \| Portalegre \| Porto \| Santarém \| Setúbal \| Viana do Castelo \| Vila Real \| Viseu \| Açores \| Madeira |

## Resultados por concelho
Os resultados nos concelhos no distrito de Leiria foram os seguintes:

### Alcobaça
| Partido                 | Partido                     | Votos  | %               | Vereadores |
| ----------------------- | --------------------------- | ------ | --------------- | ---------- |
|                         | Partido Socialista          | 9 011  | 39,73 / 100,00  | 3 / 7      |
|                         | Partido Social Democrata    | 7 187  | 31,69 / 100,00  | 3 / 7      |
|                         | Centro Democrático Social   | 3 629  | 16,00 / 100,00  | 1 / 7      |
|                         | Frente Eleitoral Povo Unido | 1 811  | 7,99 / 100,00   | 0 / 7      |
| Votos Inválidos         | Votos Inválidos             | 1 040  | 4,58 / 100,00   |            |
| Total                   | Total                       | 22 678 | 100,00 / 100,00 | 7 / 7      |
| Eleitorado/Participação | Eleitorado/Participação     | 35 252 | 64,33 / 100,00  |            |

### Alvaiázere
| Partido                 | Partido                     | Votos | %               | Vereadores |
| ----------------------- | --------------------------- | ----- | --------------- | ---------- |
|                         | Partido Socialista          | 1 994 | 41,77 / 100,00  | 2 / 5      |
|                         | Partido Social Democrata    | 1 626 | 34,06 / 100,00  | 2 / 5      |
|                         | Centro Democrático Social   | 817   | 17,11 / 100,00  | 1 / 5      |
|                         | Frente Eleitoral Povo Unido | 119   | 2,49 / 100,00   | 0 / 5      |
| Votos Inválidos         | Votos Inválidos             | 218   | 4,56 / 100,00   |            |
| Total                   | Total                       | 4 774 | 100,00 / 100,00 | 5 / 5      |
| Eleitorado/Participação | Eleitorado/Participação     | 8 168 | 58,45 / 100,00  |            |

### Ansião
| Partido                 | Partido                     | Votos  | %               | Vereadores |
| ----------------------- | --------------------------- | ------ | --------------- | ---------- |
|                         | Partido Social Democrata    | 3 800  | 53,92 / 100,00  | 4 / 7      |
|                         | Centro Democrático Social   | 1 556  | 22,08 / 100,00  | 2 / 7      |
|                         | Partido Socialista          | 1 175  | 16,67 / 100,00  | 1 / 7      |
|                         | Frente Eleitoral Povo Unido | 208    | 2,95 / 100,00   | 0 / 7      |
| Votos Inválidos         | Votos Inválidos             | 308    | 4,47 / 100,00   |            |
| Total                   | Total                       | 7 047  | 100,00 / 100,00 | 7 / 7      |
| Eleitorado/Participação | Eleitorado/Participação     | 10 863 | 64,87 / 100,00  |            |

### Batalha
| Partido                 | Partido                     | Votos | %               | Vereadores |
| ----------------------- | --------------------------- | ----- | --------------- | ---------- |
|                         | Partido Social Democrata    | 2 195 | 37,19 / 100,00  | 2 / 5      |
|                         | Centro Democrático Social   | 2 071 | 35,09 / 100,00  | 2 / 5      |
|                         | Partido Socialista          | 1 304 | 22,09 / 100,00  | 1 / 5      |
|                         | Frente Eleitoral Povo Unido | 138   | 2,34 / 100,00   | 0 / 5      |
| Votos Inválidos         | Votos Inválidos             | 194   | 3,29 / 100,00   |            |
| Total                   | Total                       | 5 902 | 100,00 / 100,00 | 5 / 5      |
| Eleitorado/Participação | Eleitorado/Participação     | 8 312 | 71,01 / 100,00  |            |

### Bombarral
| Partido                 | Partido                     | Votos  | %               | Vereadores |
| ----------------------- | --------------------------- | ------ | --------------- | ---------- |
|                         | Centro Democrático Social   | 1 748  | 28,62 / 100,00  | 2 / 7      |
|                         | Partido Socialista          | 1 489  | 24,38 / 100,00  | 2 / 7      |
|                         | Partido Social Democrata    | 1 436  | 23,51 / 100,00  | 2 / 7      |
|                         | Frente Eleitoral Povo Unido | 1 066  | 17,45 / 100,00  | 1 / 7      |
|                         | MRPP                        | 114    | 1,87 / 100,00   | 0 / 7      |
| Votos Inválidos         | Votos Inválidos             | 255    | 4,18 / 100,00   |            |
| Total                   | Total                       | 6 108  | 100,00 / 100,00 | 7 / 7      |
| Eleitorado/Participação | Eleitorado/Participação     | 10 031 | 60,89 / 100,00  |            |

### Caldas da Rainha
| Partido                 | Partido                     | Votos  | %               | Vereadores |
| ----------------------- | --------------------------- | ------ | --------------- | ---------- |
|                         | Partido Social Democrata    | 6 318  | 37,34 / 100,00  | 3 / 7      |
|                         | Partido Socialista          | 5 535  | 32,71 / 100,00  | 3 / 7      |
|                         | Centro Democrático Social   | 2 705  | 15,99 / 100,00  | 1 / 7      |
|                         | Frente Eleitoral Povo Unido | 1 610  | 9,51 / 100,00   | 0 / 7      |
|                         | MRPP                        | 128    | 0,76 / 100,00   | 0 / 7      |
| Votos Inválidos         | Votos Inválidos             | 626    | 3,70 / 100,00   |            |
| Total                   | Total                       | 16 922 | 100,00 / 100,00 | 7 / 7      |
| Eleitorado/Participação | Eleitorado/Participação     | 28 505 | 59,37 / 100,00  |            |

### Castanheira de Pêra
| Partido                 | Partido                     | Votos | %               | Vereadores |
| ----------------------- | --------------------------- | ----- | --------------- | ---------- |
|                         | Partido Socialista          | 1 467 | 58,19 / 100,00  | 4 / 5      |
|                         | Partido Social Democrata    | 712   | 28,24 / 100,00  | 1 / 5      |
|                         | Frente Eleitoral Povo Unido | 189   | 7,50 / 100,00   | 0 / 5      |
| Votos Inválidos         | Votos Inválidos             | 153   | 6,07 / 100,00   |            |
| Total                   | Total                       | 2 521 | 100,00 / 100,00 | 5 / 5      |
| Eleitorado/Participação | Eleitorado/Participação     | 3 796 | 66,41 / 100,00  |            |

### Figueiró dos Vinhos
| Partido                 | Partido                     | Votos | %               | Vereadores |
| ----------------------- | --------------------------- | ----- | --------------- | ---------- |
|                         | Partido Social Democrata    | 1 788 | 40,35 / 100,00  | 2 / 5      |
|                         | Centro Democrático Social   | 1 386 | 31,28 / 100,00  | 2 / 5      |
|                         | Partido Socialista          | 992   | 22,39 / 100,00  | 1 / 5      |
|                         | Frente Eleitoral Povo Unido | 71    | 1,60 / 100,00   | 0 / 5      |
| Votos Inválidos         | Votos Inválidos             | 194   | 4,38 / 100,00   |            |
| Total                   | Total                       | 4 431 | 100,00 / 100,00 | 5 / 5      |
| Eleitorado/Participação | Eleitorado/Participação     | 9 882 | 44,84 / 100,00  |            |

### Leiria
| Partido                 | Partido                                            | Votos  | %               | Vereadores |
| ----------------------- | -------------------------------------------------- | ------ | --------------- | ---------- |
|                         | Partido Social Democrata                           | 14 383 | 37,42 / 100,00  | 4 / 9      |
|                         | Centro Democrático Social                          | 9 772  | 25,43 / 100,00  | 3 / 9      |
|                         | Partido Socialista                                 | 9 391  | 24,43 / 100,00  | 2 / 9      |
|                         | Frente Eleitoral Povo Unido                        | 2 017  | 5,25 / 100,00   | 0 / 9      |
|                         | Partido Comunista de Portugal (marxista-leninista) | 470    | 1,22 / 100,00   | 0 / 9      |
|                         | MRPP                                               | 298    | 0,78 / 100,00   | 0 / 9      |
|                         | Liga Comunista Internacionalista                   | 226    | 0,59 / 100,00   | 0 / 9      |
| Votos Inválidos         | Votos Inválidos                                    | 1 876  | 4,88 / 100,00   |            |
| Total                   | Total                                              | 38 433 | 100,00 / 100,00 | 9 / 9      |
| Eleitorado/Participação | Eleitorado/Participação                            | 58 992 | 65,15 / 100,00  |            |

### Marinha Grande
| Partido                 | Partido                                 | Votos  | %               | Vereadores |
| ----------------------- | --------------------------------------- | ------ | --------------- | ---------- |
|                         | Partido Socialista                      | 5 828  | 42,37 / 100,00  | 4 / 7      |
|                         | Frente Eleitoral Povo Unido             | 5 326  | 38,72 / 100,00  | 3 / 7      |
|                         | Partido Social Democrata                | 1 442  | 10,48 / 100,00  | 0 / 7      |
|                         | Grupos Dinamizadores de Unidade Popular | 572    | 4,16 / 100,00   | 0 / 7      |
|                         | MRPP                                    | 173    | 1,26 / 100,00   | 0 / 7      |
| Votos Inválidos         | Votos Inválidos                         | 415    | 3,02 / 100,00   |            |
| Total                   | Total                                   | 13 756 | 100,00 / 100,00 | 7 / 7      |
| Eleitorado/Participação | Eleitorado/Participação                 | 19 287 | 71,32 / 100,00  |            |

### Nazaré
| Partido                 | Partido                                 | Votos | %               | Vereadores |
| ----------------------- | --------------------------------------- | ----- | --------------- | ---------- |
|                         | Partido Socialista                      | 2 576 | 41,30 / 100,00  | 3 / 5      |
|                         | Partido Social Democrata                | 1 023 | 16,40 / 100,00  | 1 / 5      |
|                         | Centro Democrático Social               | 996   | 15,97 / 100,00  | 1 / 5      |
|                         | Frente Eleitoral Povo Unido             | 818   | 13,11 / 100,00  | 0 / 5      |
|                         | Grupos Dinamizadores de Unidade Popular | 345   | 5,53 / 100,00   | 0 / 5      |
| Votos Inválidos         | Votos Inválidos                         | 480   | 7,69 / 100,00   |            |
| Total                   | Total                                   | 6 238 | 100,00 / 100,00 | 5 / 5      |
| Eleitorado/Participação | Eleitorado/Participação                 | 9 936 | 62,78 / 100,00  |            |

### Óbidos
| Partido                 | Partido                     | Votos | %               | Vereadores |
| ----------------------- | --------------------------- | ----- | --------------- | ---------- |
|                         | Partido Socialista          | 1 659 | 38,62 / 100,00  | 2 / 5      |
|                         | Centro Democrático Social   | 1 217 | 28,33 / 100,00  | 2 / 5      |
|                         | Partido Social Democrata    | 738   | 17,18 / 100,00  | 1 / 5      |
|                         | Frente Eleitoral Povo Unido | 419   | 9,75 / 100,00   | 0 / 5      |
| Votos Inválidos         | Votos Inválidos             | 263   | 6,13 / 100,00   |            |
| Total                   | Total                       | 4 296 | 100,00 / 100,00 | 5 / 5      |
| Eleitorado/Participação | Eleitorado/Participação     | 7 587 | 56,62 / 100,00  |            |

### Pedrógão Grande
| Partido                 | Partido                     | Votos | %               | Vereadores |
| ----------------------- | --------------------------- | ----- | --------------- | ---------- |
|                         | Partido Social Democrata    | 1 544 | 61,88 / 100,00  | 4 / 5      |
|                         | Partido Socialista          | 524   | 21,00 / 100,00  | 1 / 5      |
|                         | Centro Democrático Social   | 223   | 8,94 / 100,00   | 0 / 5      |
|                         | Frente Eleitoral Povo Unido | 75    | 3,01 / 100,00   | 0 / 5      |
| Votos Inválidos         | Votos Inválidos             | 129   | 5,17 / 100,00   |            |
| Total                   | Total                       | 2 495 | 100,00 / 100,00 | 5 / 5      |
| Eleitorado/Participação | Eleitorado/Participação     | 4 735 | 52,69 / 100,00  |            |

### Peniche
| Partido                 | Partido                     | Votos  | %               | Vereadores |
| ----------------------- | --------------------------- | ------ | --------------- | ---------- |
|                         | Partido Socialista          | 3 529  | 34,50 / 100,00  | 3 / 7      |
|                         | Frente Eleitoral Povo Unido | 3 105  | 30,35 / 100,00  | 2 / 7      |
|                         | Partido Social Democrata    | 2 165  | 21,17 / 100,00  | 2 / 7      |
|                         | Centro Democrático Social   | 963    | 9,41 / 100,00   | 0 / 7      |
| Votos Inválidos         | Votos Inválidos             | 467    | 4,57 / 100,00   |            |
| Total                   | Total                       | 10 229 | 100,00 / 100,00 | 7 / 7      |
| Eleitorado/Participação | Eleitorado/Participação     | 15 679 | 65,24 / 100,00  |            |

### Pombal
| Partido                 | Partido                     | Votos  | %               | Vereadores |
| ----------------------- | --------------------------- | ------ | --------------- | ---------- |
|                         | Partido Social Democrata    | 6 542  | 42,70 / 100,00  | 4 / 7      |
|                         | Partido Socialista          | 4 739  | 30,93 / 100,00  | 2 / 7      |
|                         | Centro Democrático Social   | 2 526  | 16,49 / 100,00  | 1 / 7      |
|                         | Frente Eleitoral Povo Unido | 682    | 4,45 / 100,00   | 0 / 7      |
| Votos Inválidos         | Votos Inválidos             | 832    | 5,43 / 100,00   |            |
| Total                   | Total                       | 15 321 | 100,00 / 100,00 | 7 / 7      |
| Eleitorado/Participação | Eleitorado/Participação     | 34 858 | 43,95 / 100,00  |            |

### Porto de Mós
| Partido                 | Partido                     | Votos  | %               | Vereadores |
| ----------------------- | --------------------------- | ------ | --------------- | ---------- |
|                         | Partido Social Democrata    | 3 894  | 39,15 / 100,00  | 3 / 7      |
|                         | Centro Democrático Social   | 2 518  | 25,31 / 100,00  | 2 / 7      |
|                         | Partido Socialista          | 2 235  | 22,47 / 100,00  | 2 / 7      |
|                         | Frente Eleitoral Povo Unido | 881    | 8,86 / 100,00   | 0 / 7      |
| Votos Inválidos         | Votos Inválidos             | 419    | 4,21 / 100,00   |            |
| Total                   | Total                       | 9 947  | 100,00 / 100,00 | 7 / 7      |
| Eleitorado/Participação | Eleitorado/Participação     | 14 607 | 68,10 / 100,00  |            |